# Littérature blanche
Ne doit pas être confondu avec Écriture blanche ou Livre blanc.
La littérature blanche,,,,, ou littérature générale, est la littérature composée de romans contemporains, de récits autobiographiques et d'ouvrages non fictionnels.
Qualifiée en 1911[réf. nécessaire], elle ne relève pas de la littérature de genre,, en particulier de la science-fiction ni surtout du roman policier qui, par opposition, constituent la littérature noire,,. La littérature blanche est souvent jugée d'un niveau littéraire supérieur à la noire, notamment à cause des « littératures de l'imaginaire » englobées par cette dernière souvent considérées péjorativement comme étant des romans de gare, ceci étant sujet à de vifs débats au sein de la communauté littéraire. En France, on l'associe souvent à la collection Blanche des Éditions Gallimard, qui en est une spécialiste.

## Frontières de la littérature blanche
Pierre Lemaitre, venu du « roman noir », obtient le Prix Goncourt en 2013 pour son roman Au revoir là-haut. Dans la revue Itinéraires, en 2014, Marc Lits écrit : « Le journal Le Monde daté du 5 novembre 2013 annonce en ces termes l’attribution du nouveau prix Goncourt : « le roman de Pierre Lemaitre [...] marque le passage à la littérature “blanche” de cet auteur de polars reconnu. » ». Quelques jours après l'attribution du prix, dans le magazine Paris Match, le romancier « revient sur ce passage de « la noire » à « la blanche » : [...] Quand on est un auteur noir, qu’on écrit des polars, il arrive un moment, dans notre carrière, où l’on a envie de « sniffer de la blanche » : d’écrire des romans et de devenir, enfin, un écrivain. Je ressentais ce besoin. » Quatre ans plus tard, en 2017, il déclare dans un entretien : « C'est un roman policier qui a mal tourné : il a tourné du côté de la littérature blanche », précise l'écrivain, qui s'est « rendu compte au bout d'un moment que ce livre n'avait pas le code génétique du roman noir. » Par cet entretien, on apprend que le roman aura une suite : « Auteur de roman noir, Pierre Lemaitre revient à la « littérature blanche » et travaille à la suite d'Au revoir là-haut. »
À propos de Pierre Lemaitre, Marc Lits ajoute dans son article de 2014 : « Ce dernier exemple s’ajoute à une longue liste d’écrivains qui étaient catalogués comme auteurs de romans policiers et qui se font reconnaître ensuite par des publications plus « légitimes », soit parce qu’ils accèdent à des collections réputées, soit parce qu’ils reçoivent un prix littéraire. »
Marc Lits cite également les auteurs Alain Demouzon, Jean Vautrin, Daniel Pennac ou Pierre Magnan, qui « passent du roman policier à la littérature générale. [...] Daniel Pennac publie ainsi les deux premiers volumes de sa série des Malaussène à la « Série noire » (de Gallimard) avant de les continuer dans la « Blanche », puis d’abandonner le genre policier. »
Pour l'auteur Franck Pavloff, « auteur « engagé » dans le « noir », selon lui, dit précisément que les auteurs Daniel Pennac et Daniel Picouly utilisent les ingrédients du polar pour faire une littérature « blanche », très consensuelle. »
En 1997, Patrick Raynal, alors directeur de la collection  « Série noire » des éditions Gallimard, écrit dans un article de la revue Les Temps modernes : « Les auteurs peuvent vouloir s'exprimer en littérature blanche. (...) Ça arrive de plus en plus. Et ça arrivera de plus en plus. (...) Les auteurs qui, avant, s'étaient fait un nom dans la littérature blanche demandent à être publiés dans nos collections. » En 2010, pour le directeur de cette même collection « Série noire », Aurélien Masson : « La vraie bataille, c'est entre les bons livres et les moins bons. En France, une vraie culture du roman noir est en train de se développer. Il doit rester une littérature de genre sans devenir le cheval de Troie de la littérature blanche. »
Dans le magazine L'Express en 2010, Christine Ferniot écrit : « La frontière entre noir et blanc a tendance à rétrécir et sembler artificielle lorsqu'elle veut apparaître comme un critère de qualité. »
Dans l'ouvrage collectif Littérature et exemplarité, paru en 2016, Emmanuel Bouju et Alexandre Gefen mentionnent que, pour les éditeurs, « la tendance la plus représentative vise à relier, tout simplement, la littérature blanche au roman policier. Les romans de Patrick Modiano sont ainsi très souvent présentés comme des œuvres policières. [...] Ne serait-ce qu'au niveau éditorial, il est clair que les deux camps en ont tiré profit. »